# رخت‌رع
رِخِت‌رع (انگلیسی: Rekhetre) یک ملکه همسر در مصر باستان در اواخر دوران حکمرانی دودمان چهارم مصر یا اوایل دودمان پنجم مصر بود. وی دختر فرعون خفرع بود. با آنکه نام همسر او دقیقاً مشخص نیست اما وی احتمالاً همسر یکی از جانشینان فرعون خفرع و احتمالاً منکورع بوده است.

## لقب‌ها
رخت‌رع «دختر پادشاه (از بدن او)» بود، همچنین عنوان‌هایی مانند «کسی که حوروس و ست را می‌بیند»، «بزرگِ عصای هِتِس» و «همسر پادشاه» را داشت. در مقبرهٔ خدمت‌کار کای او (کاهن روح او)، به نام کائم‌نفرِت، از او به‌عنوان دختر فرعون خفرع یاد شده است.

## مقبره
مقبرهٔ رخت‌رع بین سال‌های ۱۹۳۳ تا ۱۹۳۵ توسط سلیم حسن کاوش شد.
این مقبره ابتدا فقط با نام «مقبرهٔ رِخِت-رَع» شناخته می‌شد، اما بعدها شمارهٔ جی ۸۵۳۰ به آن اختصاص داده شد.
این مقبره در محوطهٔ مرکزی، که بخشی از مجموعه اهرام جیزه است، قرار دارد.
مقبره دارای راهرویی بلند است که به‌زاویه‌ای ۹۰ درجه به چپ می‌چرخد و از طریق یک ورودی به راهرویی کوتاه‌تر منتهی می‌شود.
چرخشی تند به سمت راست، بازدیدکننده را به تالار نیایش هدایت می‌کند.
در یکی از گوشه‌ها، یک طاقچه ساخته شده و در سوی دیگر، سه ستون مسیر عبور به اتاق کناری را مشخص می‌کنند.
از آن اتاق کناری، راهرویی شیب‌دار به حجرهٔ دفن می‌رسد که در آن یک تابوت سنگی قرار دارد.
تابوت خالی بود. استخوان‌های پای یک گاو روی تابوت پیدا شد و استخوان‌های انسانی در کنار آن یافت شدند.
این استخوان‌های انسانی ممکن است متعلق به خود رخت‌رع باشند.
در یکی از دیوارها، فرورفتگی‌ای برای قرار دادن ظرف‌های کانوپی (ظروف نگهداری احشای مومیایی) ایجاد شده بود، اما این ظروف ناپدید شده بودند.
چندین شیء در میان آوار کف حجرهٔ دفن پیدا شد، از جمله چند گلدان کوچک از سنگ مرمر گچی، درپوش یکی از ظروف کانوپیک، قطعه‌ای از مرمر گچی که تصویری از یک زن نشسته بر صندلی را نشان می‌داد. قطعات بیشتری از ظروف کانوپی در ناحیهٔ تالار نیایش و حیاط جلویی مقبره کشف شد.
مقبرهٔ خانوادگی شماره جی ۸۵۳۸ متعلق به کائم‌نفرِت، ایرِن‌عخت ایری و کاکائی‌عنخ است. کائم‌نفرِت سِمت‌های مهمی داشته از جمله سرپرست کاهنان کا (کاهنان روحی) در حوزهٔ تدفینی، و رئیس اسکلهٔ کشتی‌های نحب، که احتمالاً کشتی‌های آیینی یا تشریفاتی بوده‌اند.